# الدوري الهندي للمحترفين
الدوري الهندي للمحترفين (بالإنجليزية: I-League)‏ هو البطولة الرئيسية لـكرة القدم في الهند. بدأ الدوري في عام 2007م